# Comuna 7 (Ciudad de Buenos Aires)
La Comuna 7 es una de las 15 unidades administrativas en las que está dividida la Ciudad Autónoma de Buenos Aires. Está integrada por los barrios de Flores y Parque Chacabuco. Está ubicada en el centro-sudoeste de la Ciudad, tiene una superficie de 12,4 km² y una población total de 220.591 según el censo de 2010, de la cual 102.481 son hombres, el 46,5% y 118.110 son mujeres, las que representan el 53,5% del total de la comuna. El censo de 2001 registraba 197.333 habitantes, lo que representa un incremento del 11,8%, uno de los tres más altos de la ciudad.
Es la tercera comuna con mayor proporción de extranjeros (18,6%), en su mayoría provenientes de países limítrofes; de los cuales un 47,8% es de origen boliviano, seguido por los de origen peruano (12,9%) y paraguayo (12,1%). También es destacable la proporción de extranjeros de origen asiático (8,6% del total de extranjeros).
La sede de la comuna está ubicada en Av. Rivadavia 7202.

## Historia

### Orígenes
Las tierras de la actual comuna pertenecían a Juan Diego Flores, quien las había adquirido en 1776. Luego morir este, su hijo adoptivo Ramón Francisco y el apoderado de la familia, Antonio Millán, planificaron un futuro pueblo e iniciaron la venta de parcelas a ambos lados del Camino Real del Oeste (hoy Avenida Rivadavia). Dicho pueblo tomaría el nombre de Flores.
En 1806 se creó el curato de San José de Flores por iniciativa del obispo Benito Lué y Riega. En 1810, quedaría oficializada la creación de un partido en las tierras que pertenecían a dicho curato, eligiéndose a Antonio Millán como primer alcalde. 
En 1857 llegó a la zona el Ferrocarril del Oeste.
En 1859 se firmó en una casona de Rivadavia y Boyacá el Pacto de San José de Flores.
En 4 de mayo de 1879 se colocó la piedra fundamental de la actual Iglesia de San José de Flores, terminada el 18 de febrero de 1883.

### Incorporación a la Capital Federal
En 1888 el territorio del partido de San José de Flores se incorporó a la Capital Federal.
El 26 de enero de 1898 ocurrió una gigantesca explosión que destruyó la fábrica de pólvora que se ubicaba en los terrenos en los que se ubica el Parque Chacabuco, por lo que en 1902 la municipalidad gestionó ante el gobierno nacional la cesión de esos terrenos, originándose de esa forma el actual parque, alrededor del cual se formaría el barrio homónimo.
En 1907 se creó el Barrio Emilio Mitre.
En las décadas del 1970 y 1980 se construyó la Autopista 25 de Mayo, llegó la extensión de la línea E de subte e hizo su aparición el Premetro y, en la última década, llegó a la comuna la extensión de la Línea A.

### Creación de la Comuna
Las comunas nacen con la Ley N° 1.777, llamada "Ley Orgánica de Comunas" sancionada por la Legislatura de la Ciudad Autónoma de Buenos Aires el 01/09/2005, promulgada por Decreto N° 1.518 del 04/10/2005 y publicada en el BOCBA N° 2292 del 07/10/2005.
Según la reforma del 22/08/1994, la Constitución de la Nación Argentina, en su Artículo 129 establece que: "La ciudad de Buenos Aires tendrá un régimen de gobierno autónomo, con facultades propias de legislación y jurisdicción, y su jefe de gobierno será elegido directamente por el pueblo de la ciudad. Una ley garantizará los intereses del Estado nacional, mientras la ciudad de Buenos Aires sea capital de la Nación. En el marco de lo dispuesto en este artículo, el Congreso de la Nación convocará a los habitantes de la ciudad de Buenos Aires para que, mediante los representantes que elijan a ese efecto, dicten el estatuto organizativo de sus instituciones".
El nuevo mapa político-administrativo de la Ciudad de Buenos Aires, culmina con la promulgación de la Constitución de la Ciudad de Buenos Aires el 01/10/1996. Ahora, los ciudadanos de la Capital Federal, tienen la posibilidad de elegir a su Jefe de Gobierno a través del voto directo (antes era elegido por el presidente de la Nación). La Legislatura de la Ciudad de Buenos Aires reemplaza al anterior Concejo Deliberante.
La gestión descentralizada de administración porteña estaba manejada por los C.G.P. (Centros de Gestión y Participación) hoy llamados Comunas. El pasado 10/07/2011 los ciudadanos porteños votaron por primera vez a los Miembros de la Junta Comunal, que son 7 e integrarán un Órgano Colegiado que ejercerán el cargo durante 4 años, sin posibilidad de reelección sino con el intervalo de 4 años, o sea que la Junta Comunal se renovará en su totalidad cada 4 años.

## Demografía
| Población Histórica de la COMUNA 7 de la Ciudad Autónoma de Buenos Aires | Población Histórica de la COMUNA 7 de la Ciudad Autónoma de Buenos Aires | Población Histórica de la COMUNA 7 de la Ciudad Autónoma de Buenos Aires | Población Histórica de la COMUNA 7 de la Ciudad Autónoma de Buenos Aires |
| Año                                                                      | Habitantes                                                               | Censo de Población                                                       | Refer.                                                                   |
| ------------------------------------------------------------------------ | ------------------------------------------------------------------------ | ------------------------------------------------------------------------ | ------------------------------------------------------------------------ |
| 1991                                                                     | 198 489                                                                  | Censo argentino de 1991                                                  | [ 9 ]                                                                    |
| 2001                                                                     | 197 333                                                                  | Censo argentino de 2001                                                  | [ 9 ]                                                                    |
| 2010                                                                     | 220 591                                                                  | Censo argentino de 2010                                                  | [ 9 ]                                                                    |
| 2022                                                                     | 216 832                                                                  | Censo argentino de 2022                                                  | [ 2 ]                                                                    |

| Población Histórica de los BARRIOS de la COMUNA 7 de la Ciudad Autónoma de Buenos Aires (CABA) | Población Histórica de los BARRIOS de la COMUNA 7 de la Ciudad Autónoma de Buenos Aires (CABA) | Población Histórica de los BARRIOS de la COMUNA 7 de la Ciudad Autónoma de Buenos Aires (CABA) | Población Histórica de los BARRIOS de la COMUNA 7 de la Ciudad Autónoma de Buenos Aires (CABA) | Población Histórica de los BARRIOS de la COMUNA 7 de la Ciudad Autónoma de Buenos Aires (CABA) | Población Histórica de los BARRIOS de la COMUNA 7 de la Ciudad Autónoma de Buenos Aires (CABA) |
| Puesto                                                                                         | Barrio                                                                                         | Censo 1991                                                                                     | Censo 2001                                                                                     | Censo 2010                                                                                     | Censo 2022                                                                                     |
| ---------------------------------------------------------------------------------------------- | ---------------------------------------------------------------------------------------------- | ---------------------------------------------------------------------------------------------- | ---------------------------------------------------------------------------------------------- | ---------------------------------------------------------------------------------------------- | ---------------------------------------------------------------------------------------------- |
| 1°                                                                                             | Flores                                                                                         | 139 214                                                                                        | 142 695                                                                                        | 164 310                                                                                        | Sin cambios                                                                                    |
| 2°                                                                                             | Parque Chacabuco                                                                               | 59 275                                                                                         | 54 638                                                                                         | 56 281                                                                                         | Sin cambios                                                                                    |
| TOTAL                                                                                          | COMUNA 7                                                                                       | 198 489                                                                                        | 197 333                                                                                        | 220 591                                                                                        | 216 832                                                                                        |

## Junta Comunal

### Composición 2023-2027
| Comuneros | Comuneros | Comuneros                    | Alianza | Alianza              |
| --------- | --------- | ---------------------------- | ------- | -------------------- |
|           | UCR       | Iara Nahir Surt              |         | Juntos por el Cambio |
|           | PRO       | Federico Marcelo Bouzas      |         | Juntos por el Cambio |
|           | 100       | Lucía Di Laudo               |         | Juntos por el Cambio |
|           | PJ        | Julián Cappa                 |         | Unión por la Patria  |
|           | PJ        | Elisa Isolina Juárez         |         | Unión por la Patria  |
|           | PJ        | Leonardo Benedicto Militello |         | Unión por la Patria  |
|           | MID       | Cristian Fabio Flores        |         | La Libertad Avanza   |

### Presidentes de la Junta Comunal
| N.º | Presidente            | Partido | Partido               | Alianza               | Período                                           |
| --- | --------------------- | ------- | --------------------- | --------------------- | ------------------------------------------------- |
| 1   | Guillermo Martín Peña |         | Propuesta Republicana | Propuesta Republicana | 10 de diciembre de 2011 - 10 de diciembre de 2015 |
| 2   | Guillermo Martín Peña |         | Propuesta Republicana | Unión PRO             | 10 de diciembre de 2015 - 10 de diciembre de 2019 |
| 3   | Federico Bouzas       |         | Propuesta Republicana | Juntos por el Cambio  | 10 de diciembre de 2019 - 10 de diciembre de 2023 |
| 4   | Iara Nahir Surt       |         | Unión Cívica Radical  | Juntos por el Cambio  | 10 de diciembre de 2023 - En el Cargo             |